# Machimus griseus
Machimus griseus är en tvåvingeart som beskrevs av James Stewart Hine 1906. Machimus griseus ingår i släktet Machimus och familjen rovflugor. Inga underarter finns listade i Catalogue of Life.